# فورت جونز، شهرستان کالاوراس، کالیفرنیا
فورت جونز (به انگلیسی: Fort Jones) یک منطقهٔ مسکونی در ایالات متحده آمریکا است که در شهرستان کالاوراس، کالیفرنیا واقع شده‌است. فورت جونز ۸۹۴ متر بالاتر از سطح دریا واقع شده‌است.